# Chinggis Khaan International Airport (2021)

i7
i11
i13
Der Chinggis Khaan International Airport (mongolisch Чингис хаан олон улсын нисэх онгоцны бууда, IATA-Code: UBN, ICAO-Code: ZMCK), während der Bauzeit New Ulaanbaatar International Airport (NUBIA), ist der internationale Flughafen der Mongolei. Er ist der größte Flughafen des Landes und dient als Drehkreuz für alle großen mongolischen Fluggesellschaften. Er befindet sich im Khöshig Valley in Sergelen, Töv-Aimag, 52 km südlich von Ulaanbaatar und 20 km südwestlich von Zuunmod. Der Flughafen ist über eine Autobahn mit Ulaanbaatar verbunden und es verkehren Shuttlebusse zu verschiedenen Punkten in der Stadt. Er ersetzt den bisherigen internationalen Flughafen Chinggis Khaan International Airport.
Der Flughafen wurde im Juli 2021 nach achtjähriger Bauzeit und vielen Verschiebungen eröffnet. Zunächst ist er für drei Millionen Passagiere pro Jahr, später für 12 Millionen ausgelegt.
NUBIA wurde auf einer Fläche von 1200 Hektar gebaut und hat knapp 600 Millionen US-Dollar gekostet. Er ist über die erste Autobahn des Landes an Ulaanbaatar angeschlossen. Die Straße wurde Mitte 2018 fertiggestellt.

## Bezeichnung
Der neue Flughafen erhielt seinen aktuellen Namen am 2. Juli 2020, wobei der frühere internationale Flughafen Chinggis Khaan wieder seinen Namen von vor 2005, Buyant-Ukhaa International Airport, annahm. Chinggis Khaan ist eine Transliteration der modernen mongolischen Aussprache von Dschingis Khan.
Während der Planungs- und Bauphase trug der Flughafen verschiedene Namen, darunter New Ulaanbaatar International Airport, Khöshig Valley Airport und Khöshigt Valley Airport.

## Geschichte
Der frühere Hauptflughafen von Ulaanbaatar, der internationale Flughafen Buyant-Ukhaa, liegt in unmittelbarer Nähe zweier Berge im Süden und Osten, so dass nur ein Ende der Start- und Landebahn genutzt werden konnte, was häufig durch Wetterereignisse beeinträchtigt wurde.

### Entwicklung
Die ersten Planungen für den Flughafen wurden 2006 mit Unterstützung der japanischen Regierung durchgeführt.
Im Mai 2008 unterzeichneten die Regierung der Mongolei und die Japanische Bank für Internationale Zusammenarbeit einen Vertrag über ein zinsgünstiges Darlehen in Höhe von 28,8 Mrd. Yen (385 Mio. USD) mit einer Laufzeit von 40 Jahren und einem Zinssatz von 0,2 % für den Bau eines neuen internationalen Flughafens. Das Darlehen sah vor, dass das Projekt von japanischen Beratern und Auftragnehmern durchgeführt wird; die von den Auftragnehmern verwendeten Materialien und Ausrüstungen konnten jedoch bis zu 70 % aus einem beliebigen Land stammen. Zwischen 2009 und 2011 erstellten Azusa Sekkei und Oriental Consultants Joint Venture die Planungs- und Angebotsunterlagen für den Flughafen. Im Jahr 2011 wurde eine Ausschreibung für den Bau des Flughafens veröffentlicht, wobei das Mitsubishi-Chiyoda Joint Venture (MCJV) den Zuschlag für die technische Ausschreibung erhielt. Nach einer erweiterten Preisprüfung und Vertragsverhandlungen wurde am 10. Mai 2013 der Hauptbauvertrag zwischen MCJV und der Zivilluftfahrtbehörde der Mongolei unterzeichnet.
Der endgültige Darlehensbetrag der japanischen Regierung für die Entwicklung des Flughafens belief sich auf 65,6 Mrd. Yen (600 Mio. USD), die über einen Zeitraum von vierzig Jahren zu zahlen sind.

### Konstruktion
Der erste Spatenstich fand am 22. April 2012 statt, und die ersten Bauarbeiten begannen mit einem Hochwasserschutzsystem vor Ort. Zu den weiteren laufenden Arbeiten gehörte der Bau der Stromleitung von Nalaikh aus.
Die Hauptbauarbeiten dauerten von Mai 2013 bis April 2020. Die Betonarbeiten für den Kontrollturm begannen am 13. September 2013. Am 29. Januar 2014 wurde der Bau des Umspannwerks des Flughafens abgeschlossen und an das zentrale mongolische Stromnetz angeschlossen.
Der Bau einer sechsspurigen, 30 km langen Autobahn nach Ulaanbaatar begann im Mai 2016, und wurde 2019 abgeschlossen.
Ursprünglich war die Eröffnung für Dezember 2016 geplant, der Großteil der Bauarbeiten wurde jedoch erst 2017 abgeschlossen. Die Eröffnung des Flughafens wurde wiederholt auf 2018, 2019, 2020, und 2021 verschoben, was mit den Vertragsverhandlungen über den Betrieb und die Eigentumsverhältnisse des Flughafens, dem Bau der Autobahn nach Ulaanbaatar und den Auswirkungen der COVID-19-Pandemie in der Mongolei zusammenhing.
Der Betrieb des Flughafens wurde am 4. Juli 2021 mit einem Eröffnungsflug nach Tokio aufgenommen, der von MIAT Mongolian Airlines auf der Strecke Ulaanbaatar-Narita-Ulaanbaatar mit einer Boeing 737 durchgeführt wurde.

## Betrieb

### Verwaltung
Der internationale Flughafen Chinggis Khaan wird von der New Ulaanbaatar International Airport LLC (mongolisch: Нью Улаанбаатар интернэйшнл эйрпорт ХХК) betrieben, die für den Betrieb des Flughafens bis 2036 verantwortlich ist. Sie wurde als Partnerschaft zwischen zwei Unternehmen gegründet: Japan Airport Management LLC (im Besitz von Mitsubishi Corporation, Narita International Airport Corporation, Japan Airport Terminal und JALUX), die 51 % des Unternehmens halten wird, während Khushigiin Khundii Airport (mongolisch: Хөшигийн хөндийн нисэх онгоцны буудал ТӨХХК), der von der mongolischen Regierung finanziert wird, einen Anteil von 49 % besitzt. JALUX verwaltet die Einzelhandelsgeschäfte des Flughafens.

## Airlines und Ziele
| Airlines                | Destinationen |
| ----------------------- | --- |
| Aero Mongolia           | Altai, Dalandsadgad, Hanoi, Irkutsk, Chowd, Mörön, Nowosibirsk, Ölgii, Ovoot, Oyu Tolgoi, Seoul–Incheon, Tavan Tolgoi, Tokio–Narita, Ulaangom                                                                                      |
| Air Busan               | Busan |
| Air China               | Peking–Hauptstadt, Hohhot |
| Angara Airlines         | Irkutsk |
| Asiana Airlines         | Seoul–Incheon |
| Hunnu Air               | Almaty, Cheongju, Dalanzadgad, Hailar, Harbin, Jeju, Chowd, Manzhouli, Mörön, Muan, Ulaangom, Ulan-Ude |
| IrAero                  | Irkutsk |
| Jeju Air                | Busan, Seoul–Incheon |
| Korean Air              | Seoul–Incheon |
| KrasAvia                | Krasnojarsk |
| MIAT Mongolian Airlines | Altai, Beijing–Capital, Peking–Daxing, Busan, Tschoibalsan, Dalandsadgad, Frankfurt, Hongkong, Istanbul, Chowd, Mörön, Ölgii, Seoul–Incheon, Tokio–Narita, Ulaangom, Uliastai Saisonal: Bangkok–Suvarnabhumi, Osaka–Kansai, Phuket |
| Turkish Airlines        | Istanbul |
| T’way Air               | Seoul–Incheon, saisonal: Daegu |

## Allgemeines

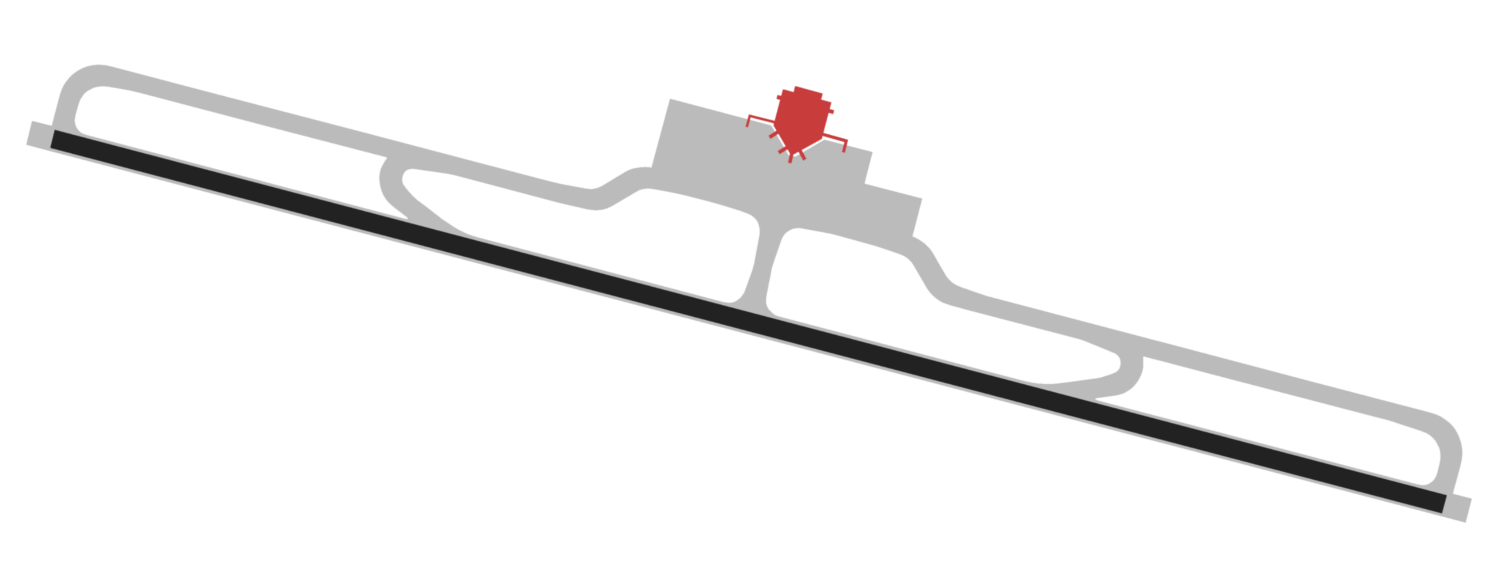
Flughafenlayout (2016)

Der Flughafen erstreckt sich über eine Fläche von 104.200 m² und verfügt über eine Start- und Landebahn mit einer Länge von 3.600 m und einer Breite von 45 m (148 ft). Außerdem verfügt er über einen 3.339 m langen (23 m breiten) Parallelrollweg, zwei Schnellabrollwege und drei Ausfahrtrollwege.

### Passagiere
Die Passagierterminals des Flughafens haben eine Fläche von 25.300 Quadratmetern, wobei sich die Ankünfte im ersten (Erdgeschoss) und die Abflüge im zweiten Stock befinden.

### Fracht
Das Frachtterminal hat eine Fläche von 3.750 Quadratmetern, wobei der Flughafen über eine jährliche Frachtkapazität von 11.900 Tonnen verfügt. Es enthält auch separate Einrichtungen für den Import/Export von gefährlichen, hochwertigen und gekühlten Gütern.

## Verkehrsanbindungen
Der Flughafen ist an die Autobahn in die Hauptstadt angebunden, und Shuttlebusse fahren von vier Punkten in Ulaanbaatar aus: Dragon Bus Terminal, Buyant Ukhaa, Bahnhof Ulaanbaatar und Dunjingarav Market. Die Fahrzeit beträgt 80 bis 100 Minuten pro Strecke. Etwa 60 Taxis sollen die Fahrgäste bedienen.

## Bilder

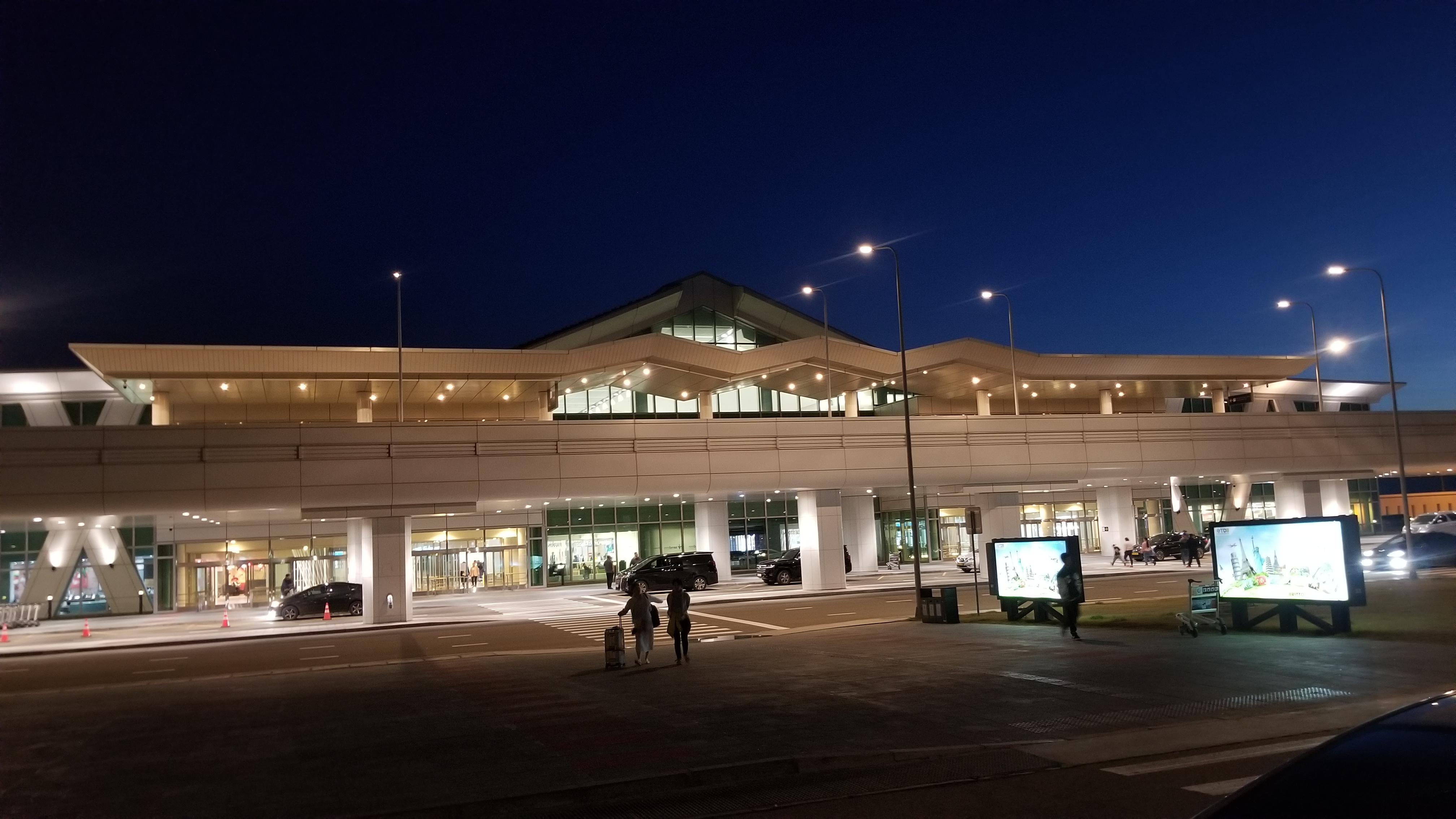
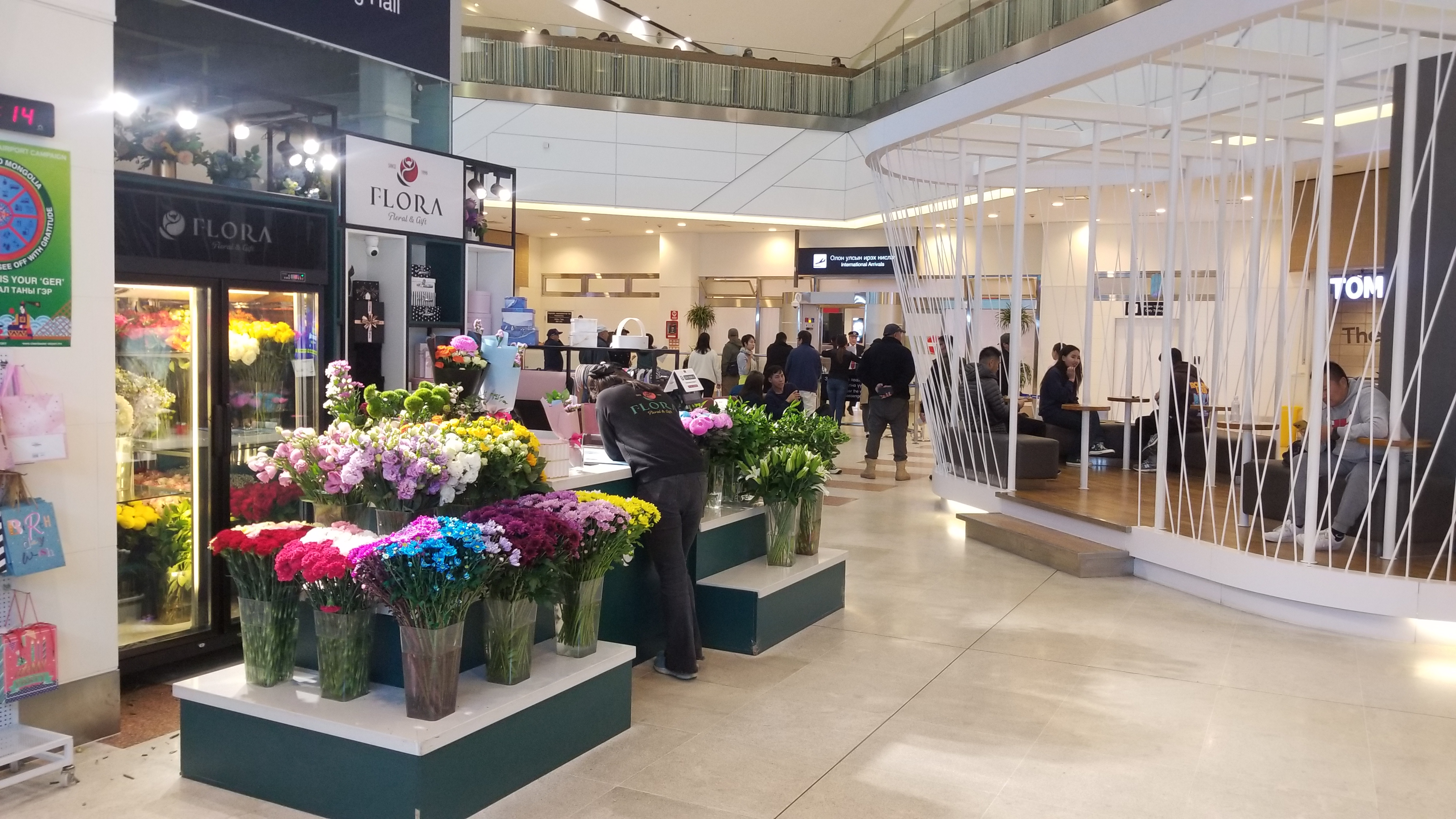
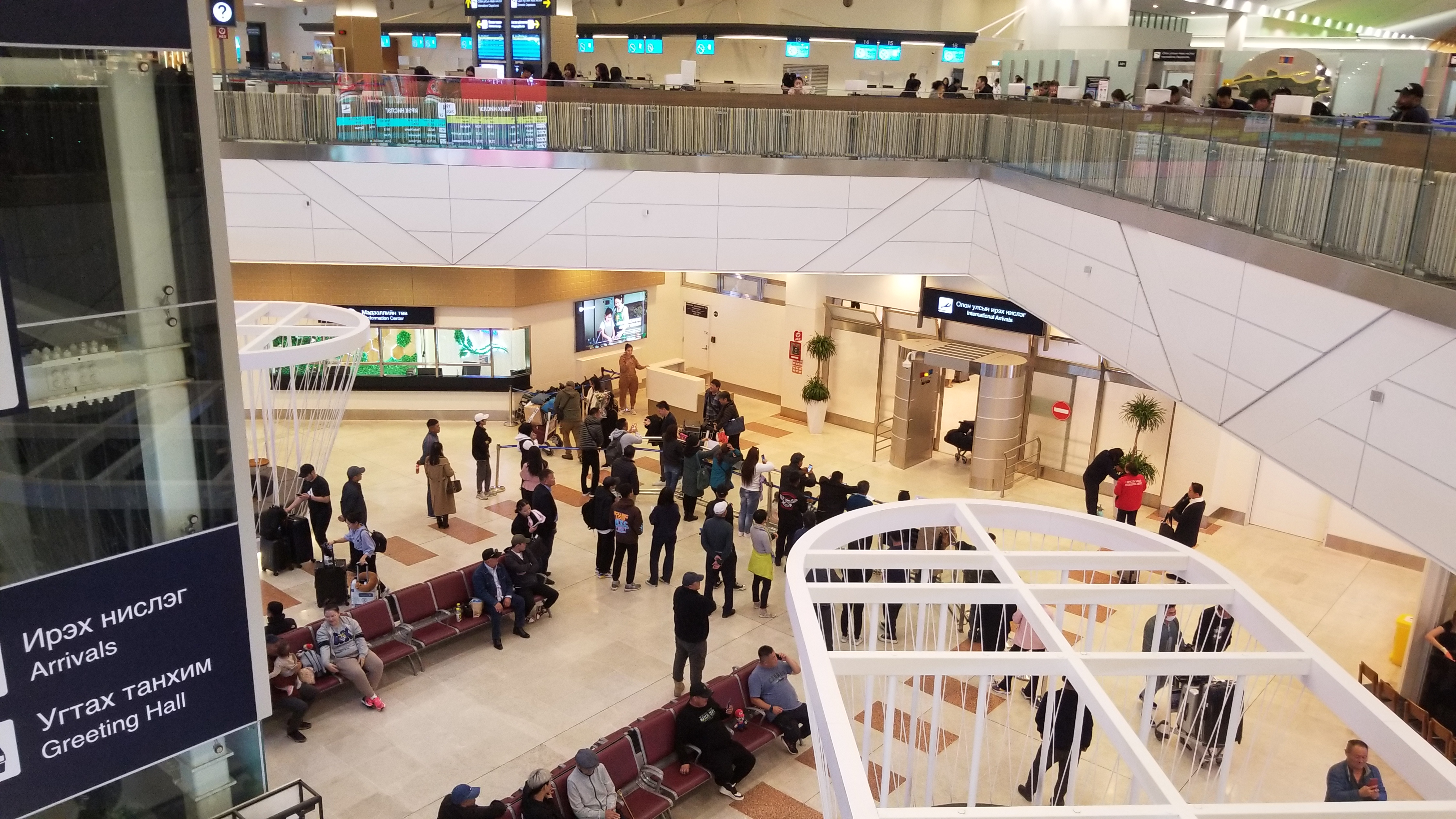
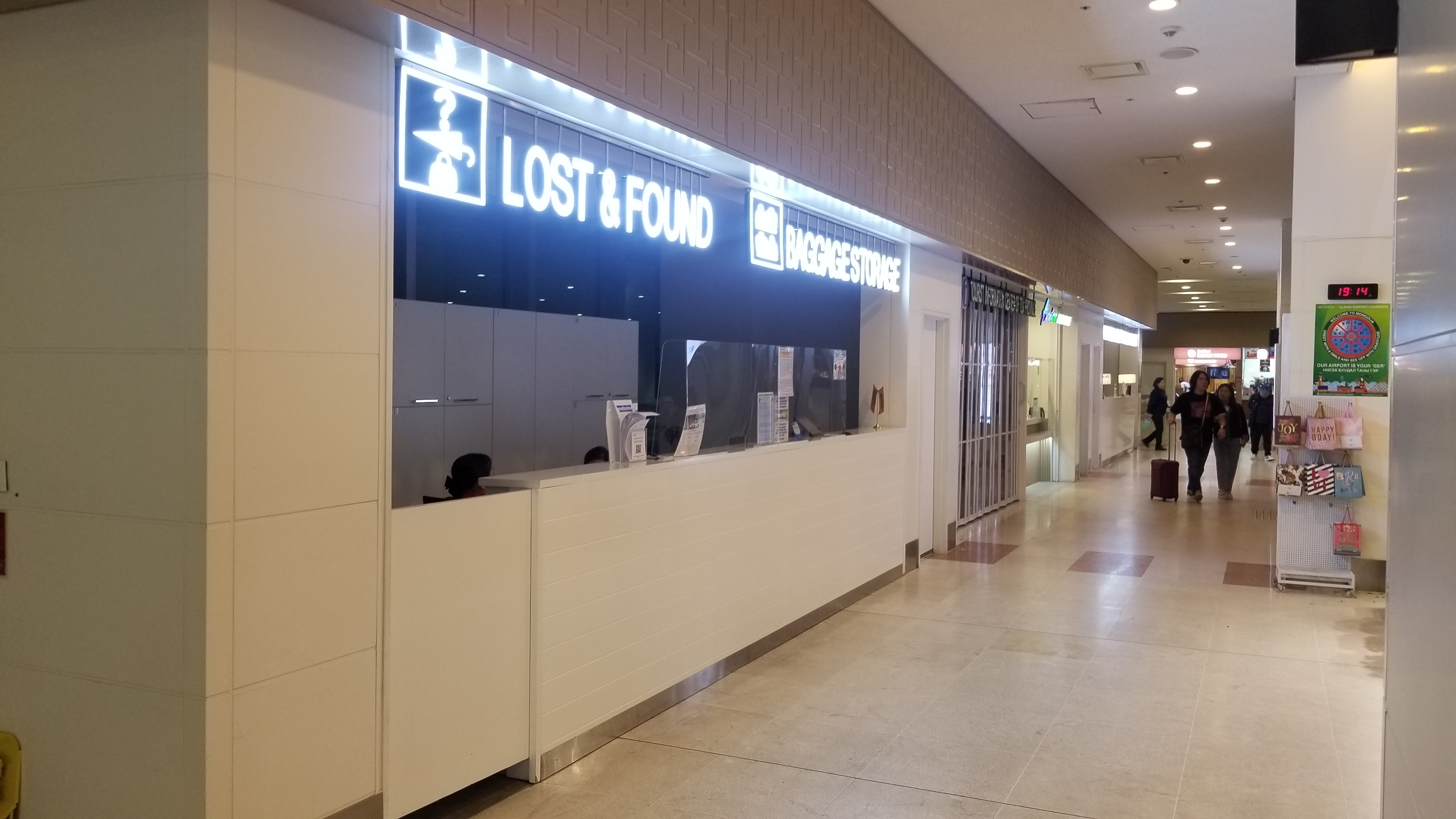
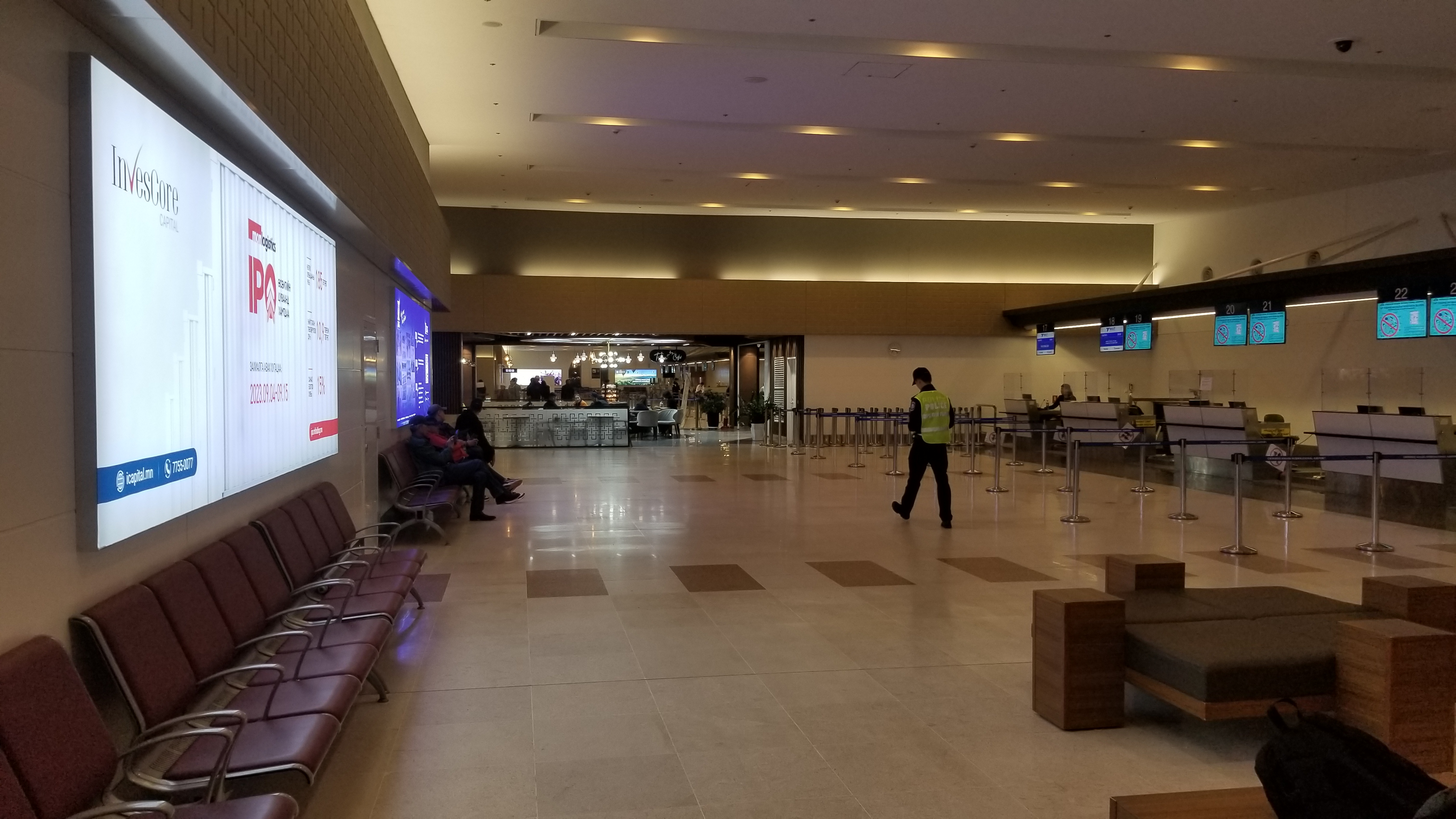
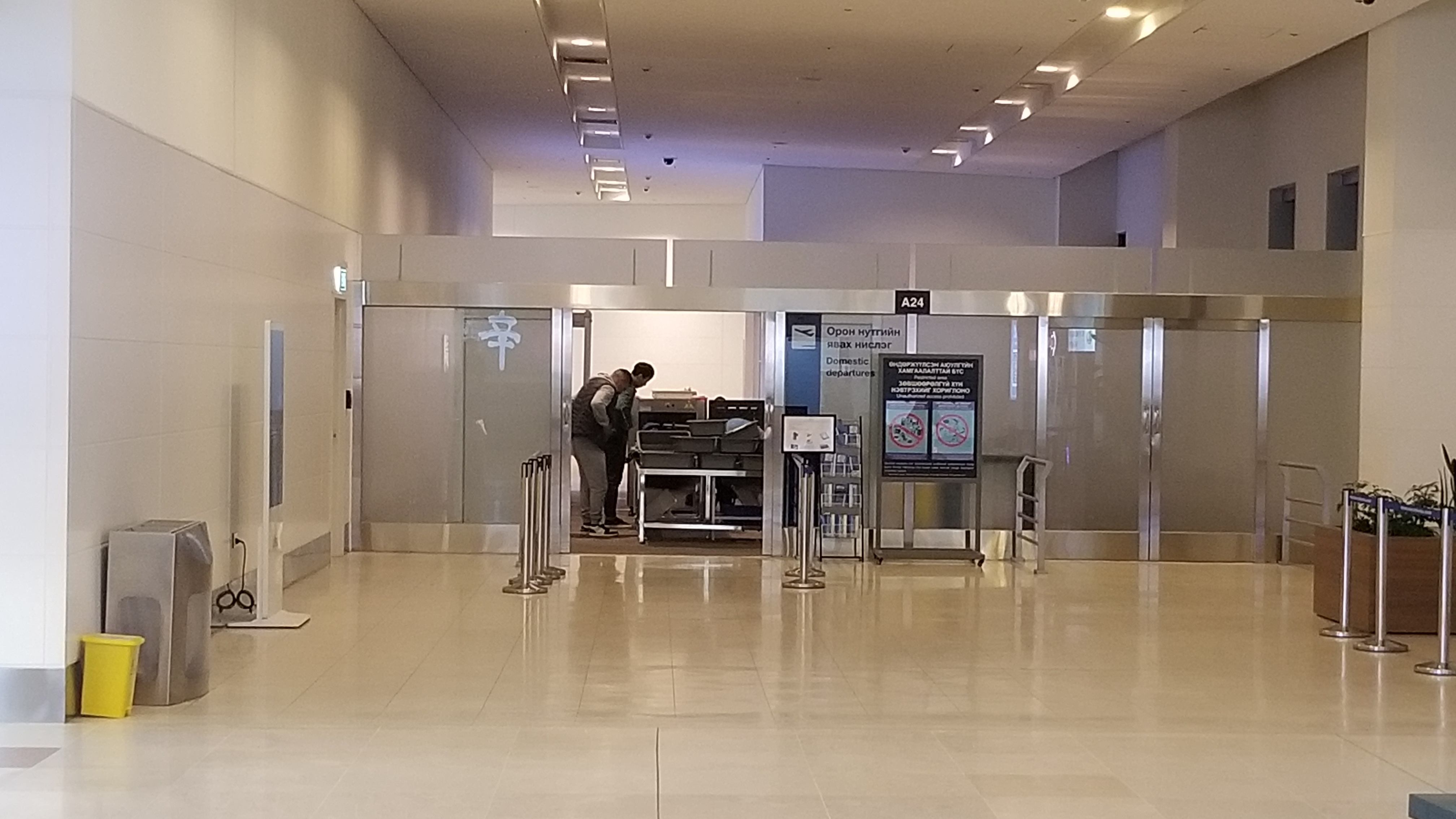
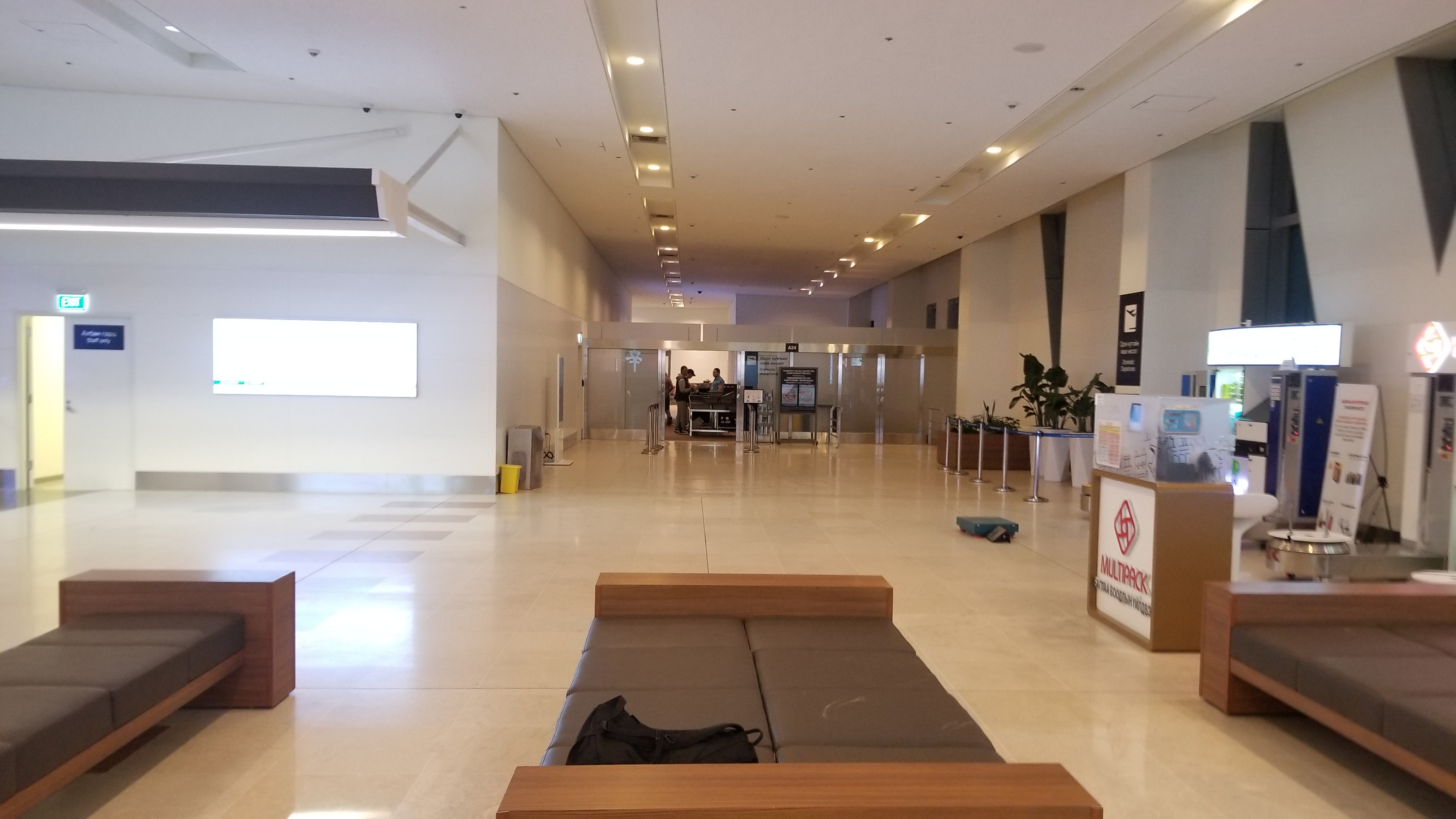
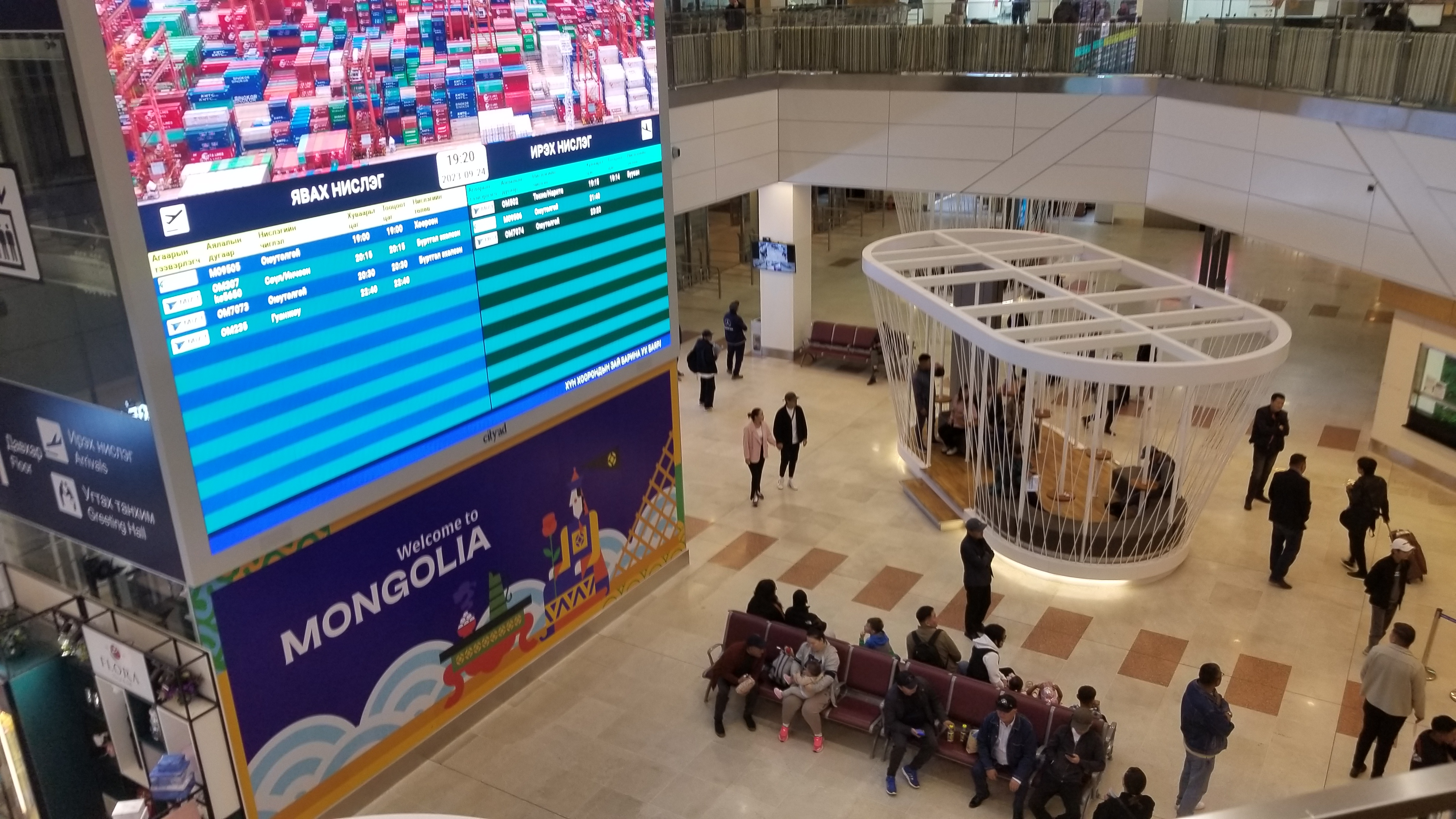
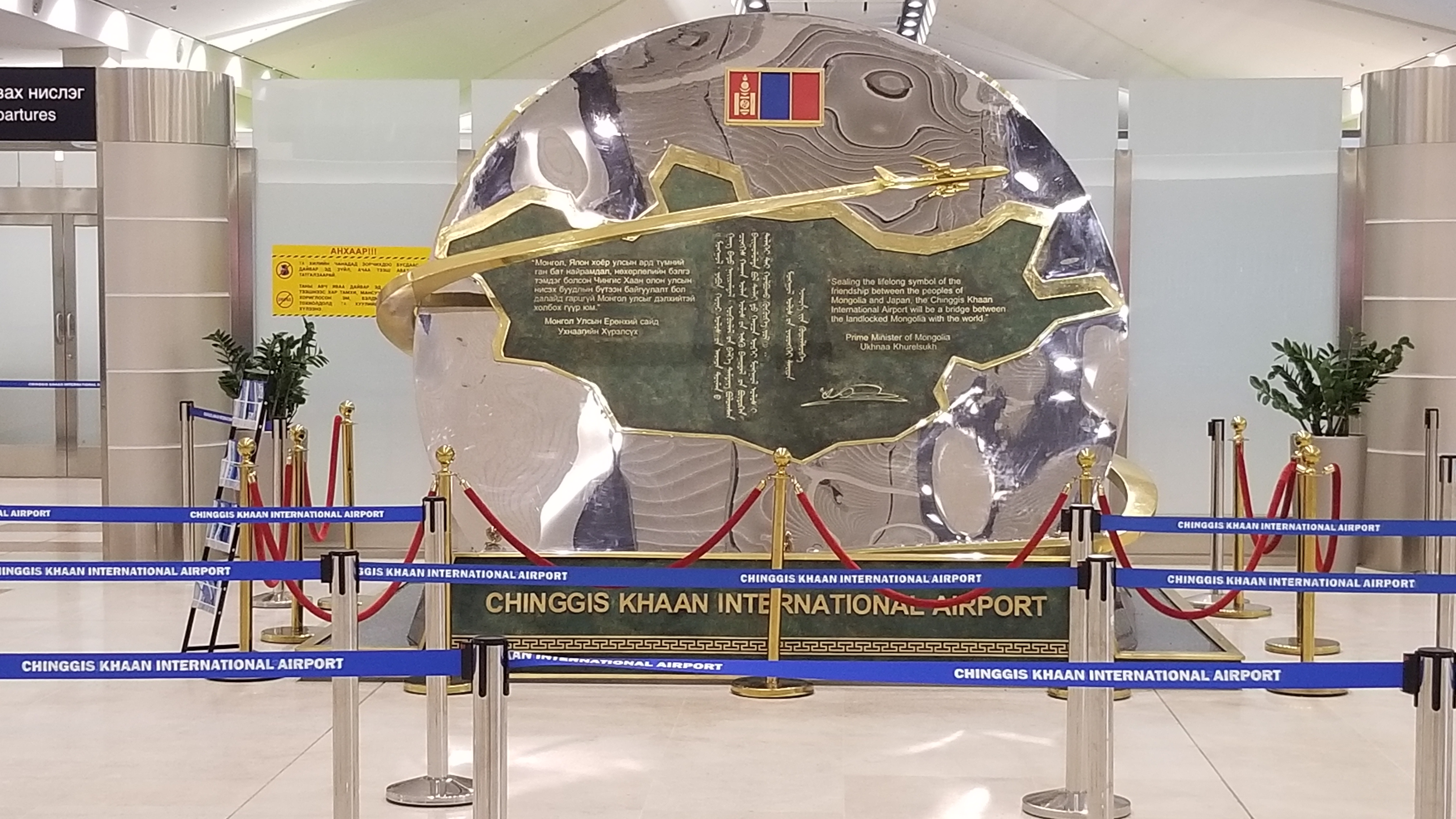
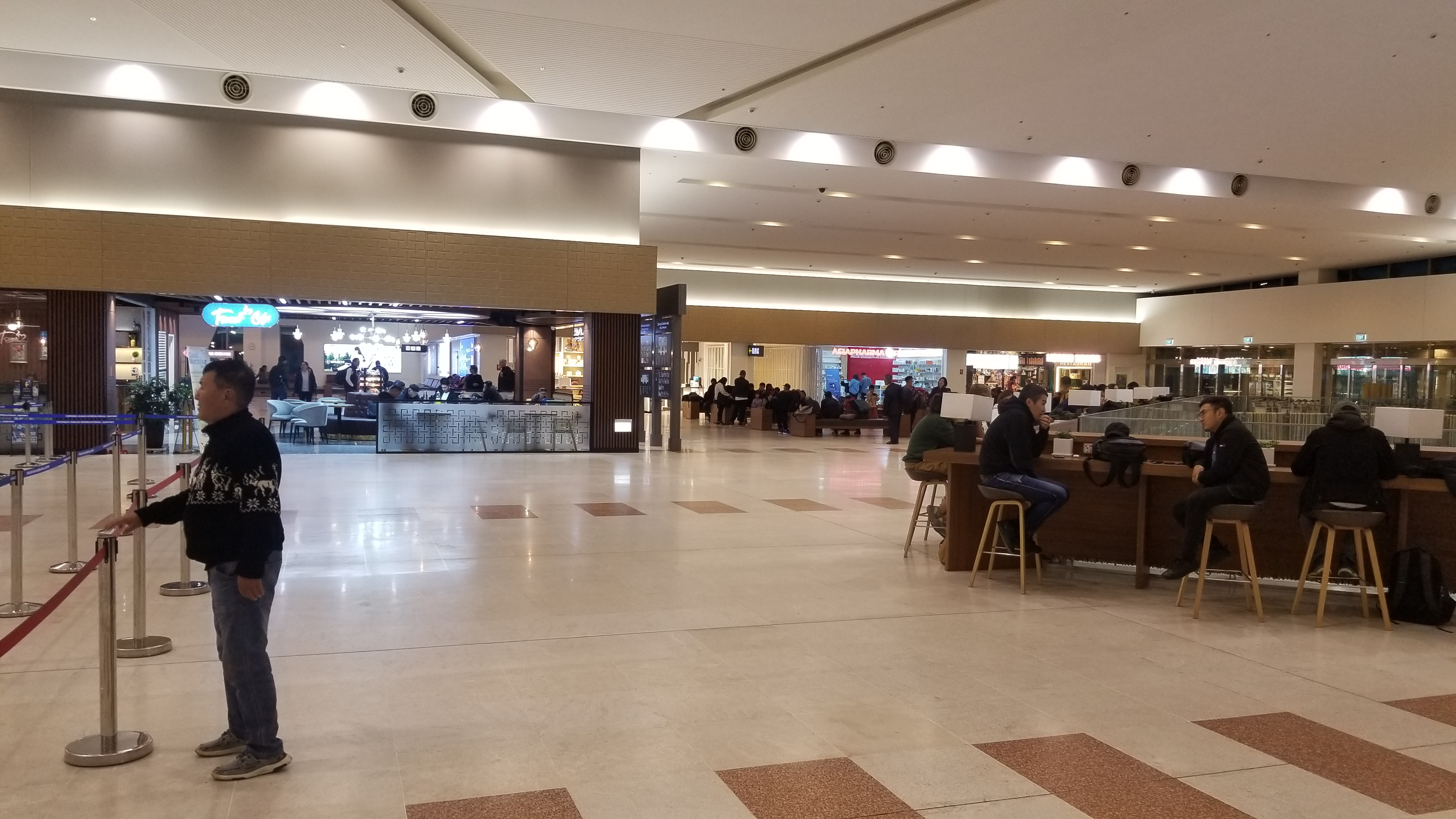
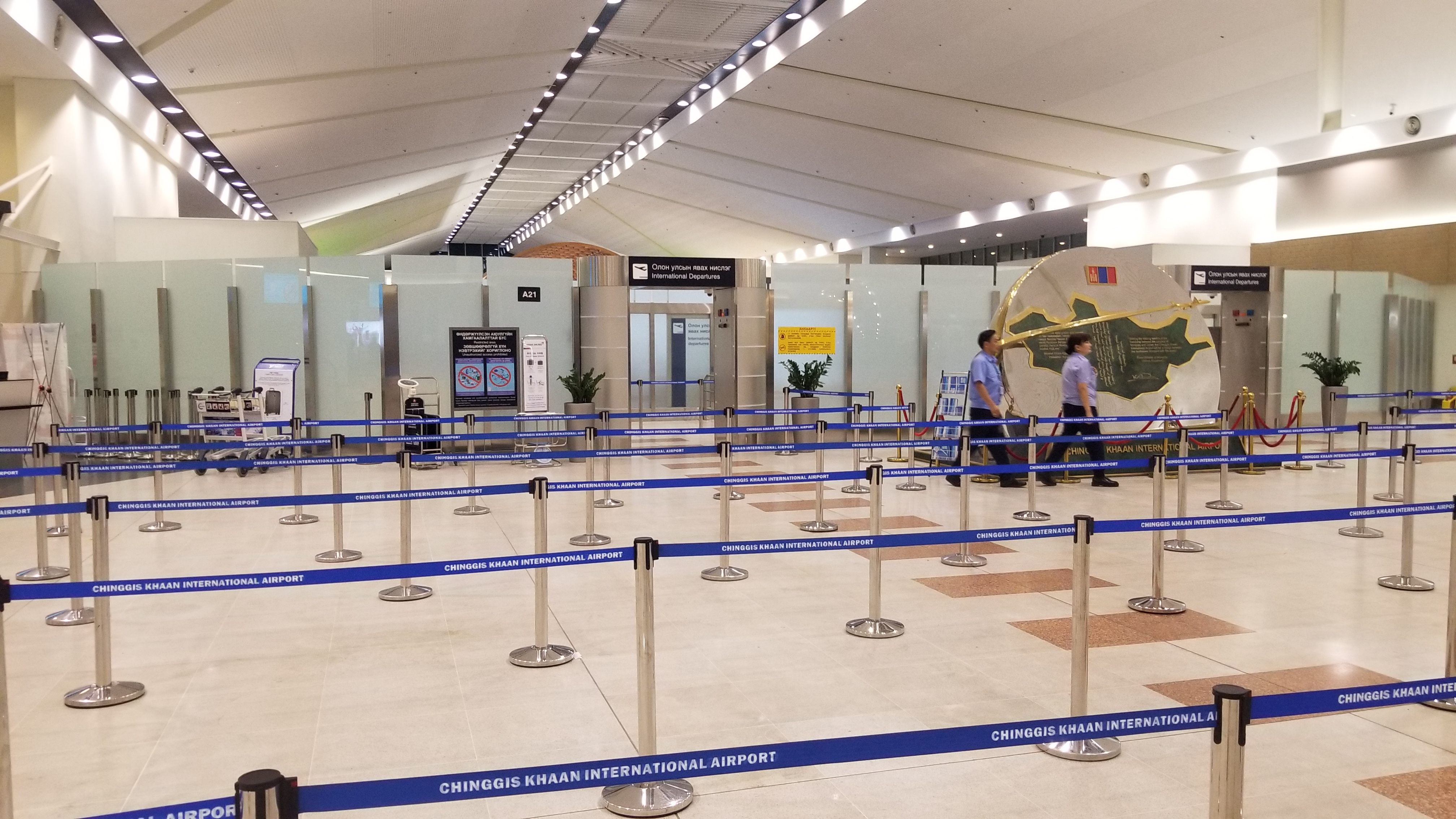
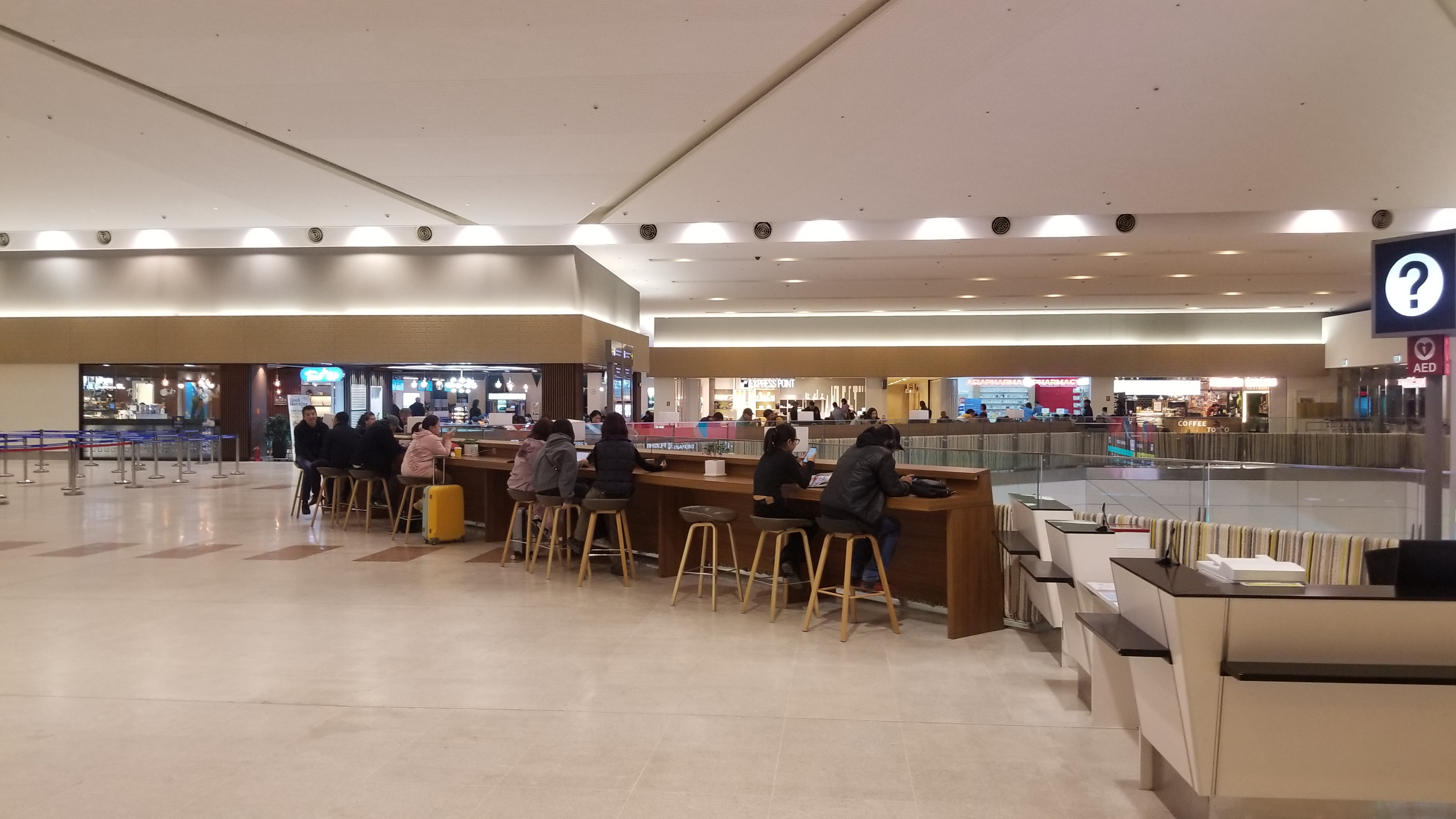
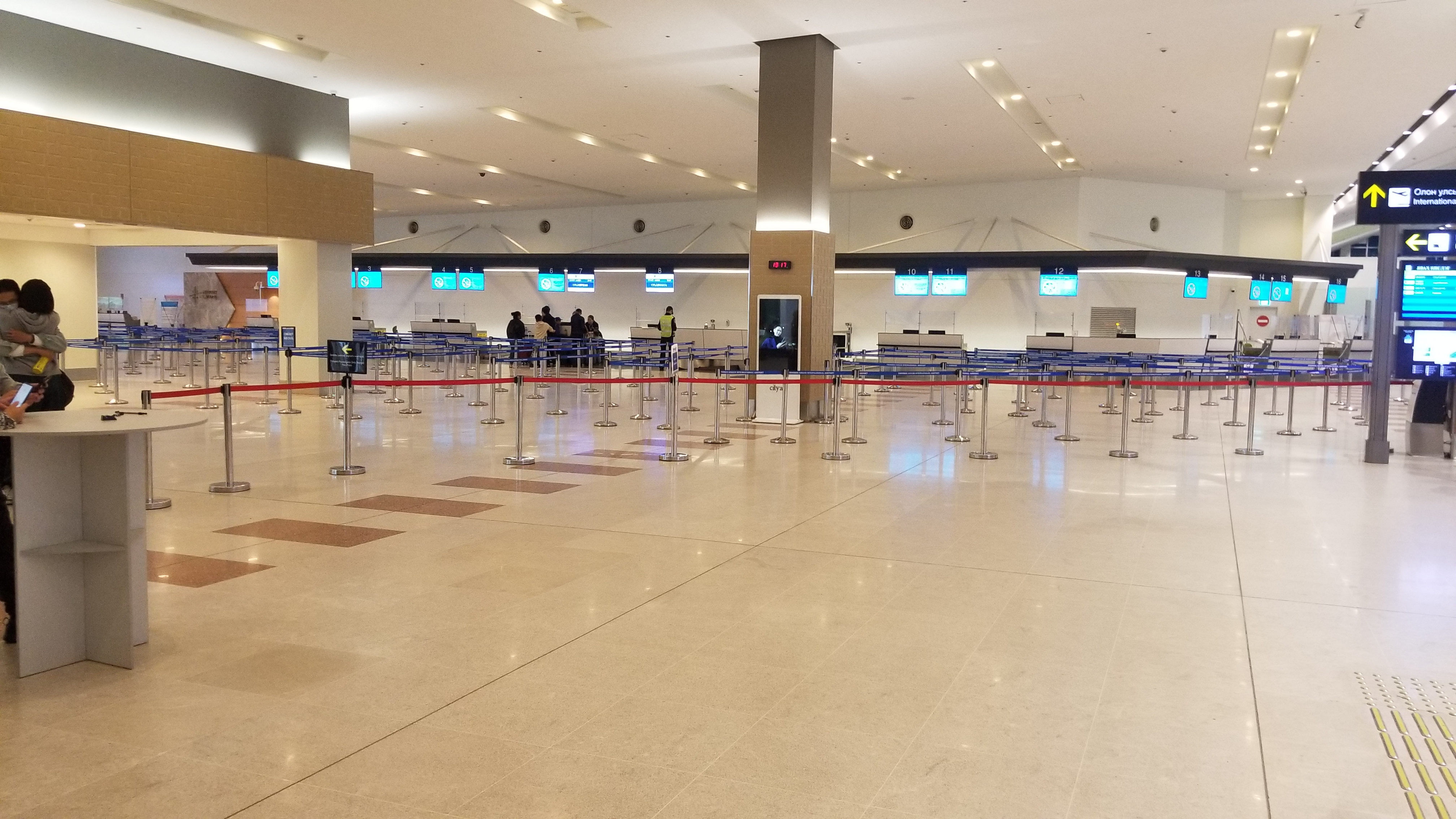
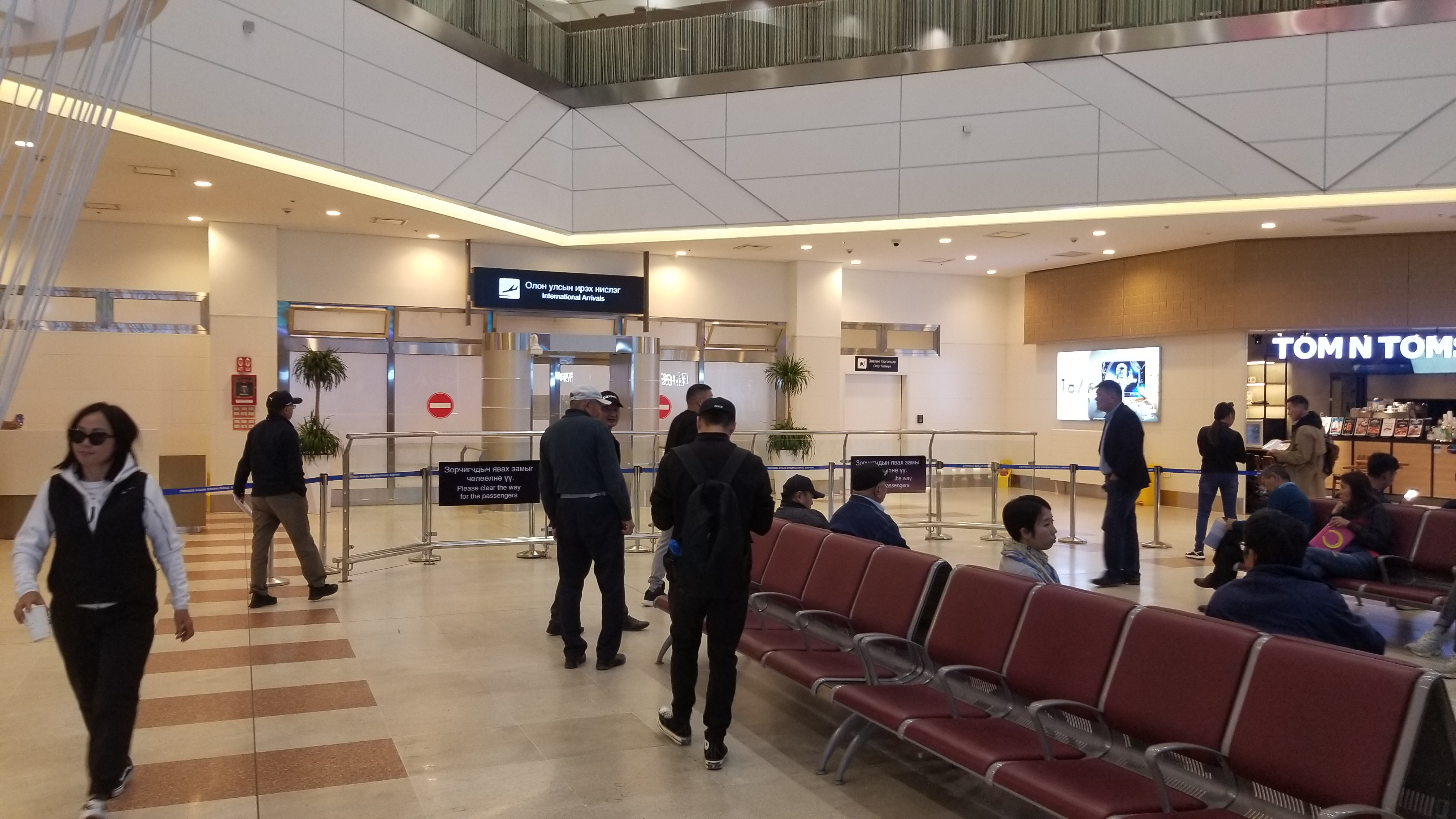
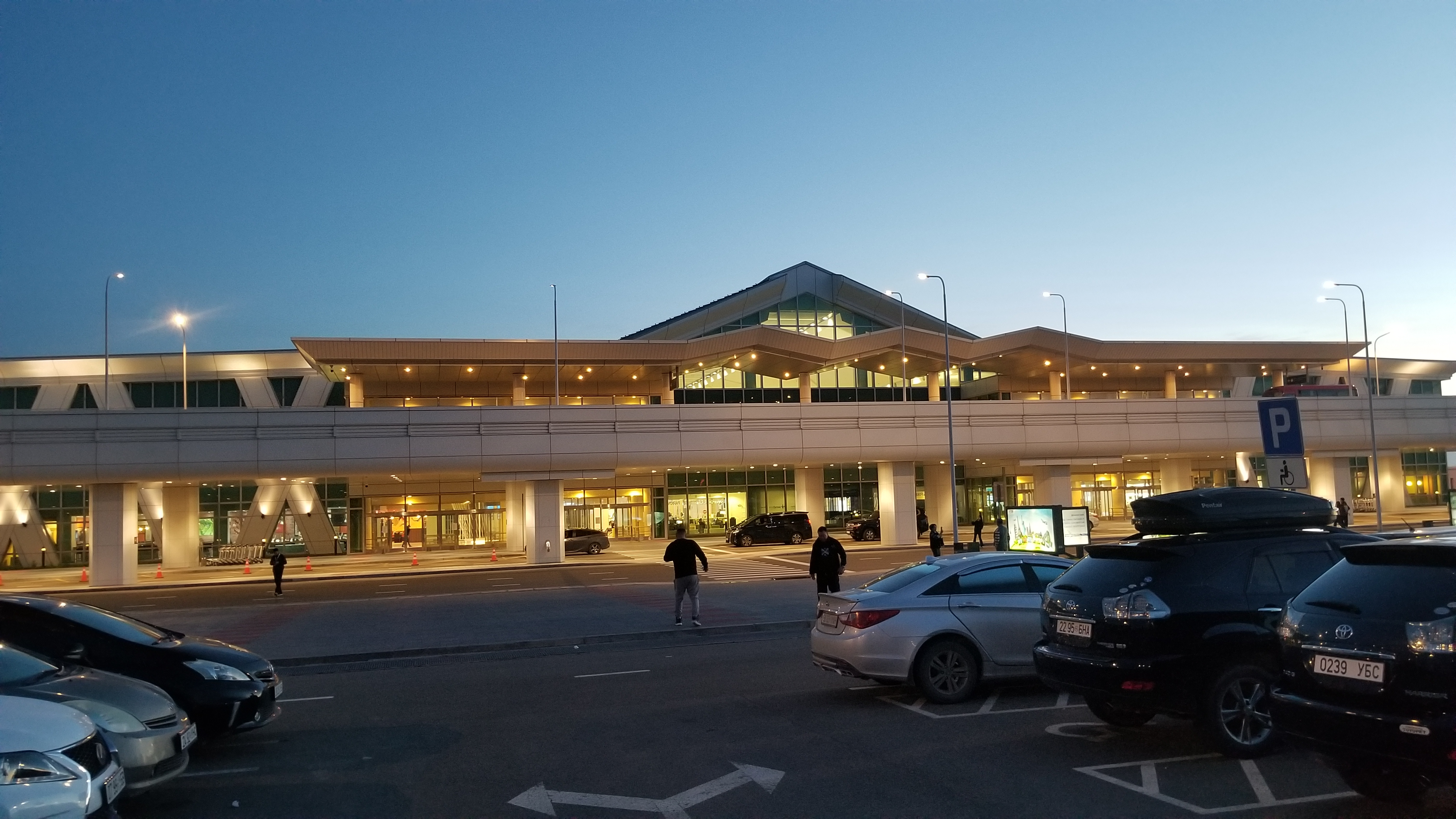